# سالم بن ثوینی
سالم بن ثوینی بن سعید بن سلطان بوسعیدی (۱۸۳۹ – ۱۸۷۶)، سلطان عمان بود.
وی در کودکی در امور سلطنت مورد تایید پدرش بود اما بعدها پدرش را کشت و به جایش بر تخت سلطنت نشست.
مدت سلطنت او دو سال و هشت ماه بود و در هند درگذشت.